# Gwinea Bissau na Letnich Igrzyskach Olimpijskich 2012
Gwinea Bissau na Letnich Igrzyskach Olimpijskich 2012, które odbyły się w Londynie, była reprezentowana przez 4 zawodników.
Był to piąty start reprezentacji Gwinei Bissau na letnich igrzyskach olimpijskich.

## Reprezentanci

### Lekkoatletyka
Mężczyźni
| Zawodnik        | Konkurencja | Eliminacje | Eliminacje | Ćwierćfinał | Ćwierćfinał | Półfinał | Półfinał | Finał | Finał   |
| Zawodnik        | Konkurencja | Wynik      | Miejsce    | Wynik       | Miejsce     | Wynik    | Miejsce  | Wynik | Miejsce |
| --------------- | ----------- | ---------- | ---------- | ----------- | ----------- | -------- | -------- | ----- | ------- |
| Holder da Silva | 100 m       | 10.69      | 8.         | 10.71       | 37.         | NQ       | NQ       | NQ    | NQ      |

Kobiety
| Zawodnik         | Konkurencja | Eliminacje | Eliminacje | Ćwierćfinał | Ćwierćfinał | Półfinał | Półfinał | Finał | Finał   |
| Zawodnik         | Konkurencja | Wynik      | Miejsce    | Wynik       | Miejsce     | Wynik    | Miejsce  | Wynik | Miejsce |
| ---------------- | ----------- | ---------- | ---------- | ----------- | ----------- | -------- | -------- | ----- | ------- |
| Graciela Martins | 400 m       | 58.30      | 40.        | —           | —           | NQ       | NQ       | NQ    | NQ      |

### Zapasy
Mężczyźni
Styl wolny
| Zawodnik       | Konkurencja | Kwalifikacje     | 1/8                | Ćwierćfinał      | Półfinał         | Repasaż 1        | Repasaż 2        | Finał            | Finał   |
| Zawodnik       | Konkurencja | Przeciwnik Wynik | Przeciwnik Wynik   | Przeciwnik Wynik | Przeciwnik Wynik | Przeciwnik Wynik | Przeciwnik Wynik | Przeciwnik Wynik | Miejsce |
| -------------- | ----------- | ---------------- | ------------------ | ---------------- | ---------------- | ---------------- | ---------------- | ---------------- | ------- |
| Augusto Midana | -74 kg      | Roberty W 3-1    | Khutsishvili P 1-3 | NQ               | NQ               | NQ               | NQ               | NQ               | NQ      |

Kobiety
Styl wolny
| Zawodnik        | Konkurencja | Kwalifikacje          | 1/8              | Ćwierćfinał      | Półfinał         | Repasaż 1        | Repasaż 2        | Finał            | Finał   |    |
| Zawodnik        | Konkurencja | Przeciwnik Wynik      | Przeciwnik Wynik | Przeciwnik Wynik | Przeciwnik Wynik | Przeciwnik Wynik | Przeciwnik Wynik | Przeciwnik Wynik | Miejsce |    |
| --------------- | ----------- | --------------------- | ---------------- | ---------------- | ---------------- | ---------------- | ---------------- | ---------------- | ------- | -- |
| Jacira Mendonça | -63 kg      | Marianna Sastin P 0-3 | NQ               | NQ               | NQ               | NQ               | NQ               | NQ               | NQ      | NQ |